# Satyre des Appalaches
Satyrodes appalachia
Espèce
Le Satyre des Appalaches (Satyrodes appalachia) est une espèce de lépidoptères (papillons) de la famille des Nymphalidae et de la sous-famille des Satyrinae.

## Noms vernaculaires
Le Satyre des Appalaches se nomme en anglais Appalachian Brown ou Woods Eyed Brown.

## Description

### Papillon
L'imago du Satyre des Appalaches est un papillon de couleur marron clair mordoré et de taille moyenne, d'une envergure variant de 39 à 57 mm. Il est orné sur les deux faces d'une ligne submarginale d'ocelles marron foncé discrètement pupillés de blanc ou non et cerclés de clair, quatre à l'aile antérieure et six à l'aile postérieure. Une ligne marginale foncée bordée de deux lignes claires complète l'ornementation.
Sur le revers les ocelles, pupillés de blanc, sont cerclés de jaune, de marron puis de blanc,.

### Chenille
La chenille est de couleur verte, ornée d'une bande vert foncé sur le dos et de bandes vert clair et foncé sur les flancs avec des cornes rouges sur la tête.

## Biologie

### Période de vol et hivernation
Le Satyre des Appalaches hiverne au stade de chenille au troisième ou quatrième stade.
Il vole en une génération de  fin juin à début août au Canada, deux générations entre juin et octobre plus au sud,.

### Plantes hôtes
Les plantes hôtes des chenilles sont Rhynchospora inundata et des Carex dont Carex lacustris pour la sous-espèce Satyrodes  appalachia leeuwi,.

## Distribution et biotopes
Il est présent en Amérique du Nord, au Canada dans le sud de l'Ontario et du Québec, et aux USA du Minnesota au Maine et dans les Appalaches jusqu'au  Mississippi et à l'Alabama au sud-ouest  au sud un isolat au nord de la Floride,.
Il réside dans les zones de forêts à Carex.

## Protection
Pas de statut de protection particulier.

## Systématique
Satyrodes appalachia a été nommé par Ralph Lucien Chermock (d).
D'abord considéré comme une sous-espèce de Satyrodes eurydice, Satyrodes eurydice appalachia a été reconnu comme une espèce à part entière en 1970 (Carde et al., 1970).

### Sous-espèces
Satyrodes appalachia leeuwi (Gatrelle & Arbogast, 1974).